# Govern Revolucionari de Manipur
El Govern Revolucionari de Manipur fou constituït el 1968 a les zones alliberades de Manipur per Oninam Sudhirkumar (Oinamlong), dirigent del Comitè de Consolidació de Manipur (CONSOCOM), que tenia el suport de Pakistán. El 1971 va combatre al costat dels pakistanesos en la guerra contra l'Índia. Derrotada Pakistan i independent Bangladesh, va perdre les seves bases i el suport econòmic i el 1973, detingut Oinamlong, va desaparèixer.